# アントワーヌ・シャントルイユ

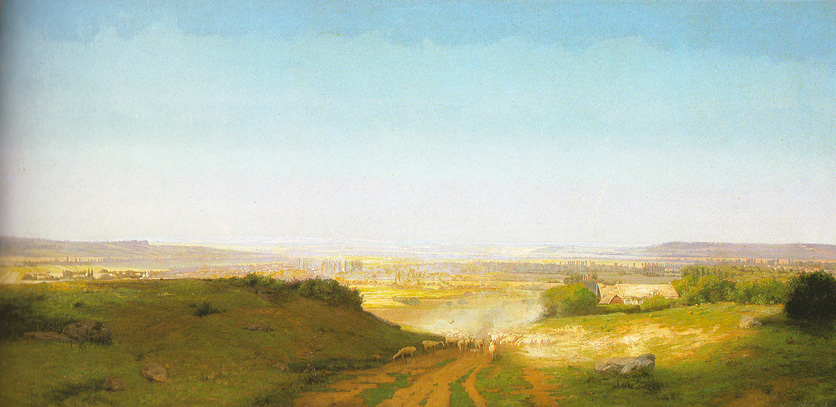
Landschaft, オルセー美術館

アントワーヌ・シャントルイユ（Antoine Chintreuil, 1814年5月15日 - 1873年8月8日）は、19世紀フランスの風景画家。

## 経歴
フランス西部、ブルゴーニュ地方のスイス国境に近い、現在のローヌ＝アルプ地方（Rhône-Alpes）アン県（Ain）のポン＝ド＝ヴォ（Pont-de-Vaux）で生まれる。
1838年にパリに移り住んだ。1842年からポール・イッポリット・ドラローシュ(Paul Hippolyte Delaroche)に師事し、翌年コローと出会い、アトリエではなく野外で（En plein air）絵を描くことを勧められ、大きな影響を受けた。
コローに弟子入りしていたこともあり、弟子仲間のウージェーヌ・ラヴィエイユといっしょに暮らしていたこともあった。作風は、コローの霧やもやの空気で充満した自然の表現の影響を受けている。コロー自身にもその作品を激賞されている。
彼の作品名を挙げていくと、「日没に映える廃墟」、「夕方のたそがれ」、「早朝のもや」などといった表題が挙がる。友人のシャンフルーリ(Champfleury)をして、「もやと露の画家」と評された。写実的である一方、真珠のような光沢の光に満ちた雰囲気でいっぱいの絵や、染み込むような赤みを帯びた穏やかな侘しさを表現する作品なども見られ、ドービニーやミレーの作品と近縁性を感じさせるもののその表現技法をうまく取り入れ、自らのものとして、独自の作風を確立していた。シャントルイユの作品は、感性的に17世紀のオランダの風景画家たちの影響を受けたバルビゾン派に近い分類がされる。
彼が活躍したのは1840年～60年代であったがなかなか認められずに不遇であったが、ようやく1860年代後半から評価が高まり、芸術家たちのパトロンであったニューウェルケルク伯爵やモーリス・リシャールの支援を受けるまでになった。
代表作はL‘espace（「空」又は「空間」）で、1868年にリシャールの招きを受けてパリ近郊のミルモン滞在中に描いたものである。1869年にサロンに出品されたところ大好評を博して国家買い上げとなり、オルセー美術館の一角を飾っている。

### 日本での扱い
日本では、1989年に『ル・サロンの巨匠たち フランス絵画の精華展』で「牝鹿のいる林間の空地」が出品された。また2004年に名古屋市美術館で開催された『ゴッホ、ミレーとバルビゾンの画家たち展』に「収穫」が出品された。ニューオータニ美術館が版画を所有している。